# Mayann Francis
Mayann Elizabeth Francis, ONS (* 18. Februar 1946 in Sydney, Nova Scotia) ist eine kanadische Menschenrechtlerin. von 2006 bis 2012 war sie die Vizegouverneurin der Provinz Nova Scotia und repräsentierte als solche das Staatsoberhaupt, Königin Elisabeth II., auf Provinzebene.

## Biografie
Die Tochter eines Erzpriesters der African Orthodox Church, einer den Anglikanern nahestehenden Religionsgemeinschaft, arbeitete zunächst als Radiologieassistentin und Rechtsanwaltsgehilfin. Parallel dazu studierte sie an der Saint Mary’s University in Halifax und an der New York University. 1984 schloss sie als Master of Public Administration ab. Danach war Francis bei verschiedenen Behörden in leitender Position tätig, unter anderem bei der Staatsanwaltschaft von Brooklyn, der Dalhousie University in Halifax und der Provinzregierung von Ontario. Außerdem gehörte sie den Direktorien mehrerer Wohlfahrtsorganisationen an, darunter dem nationalen Blindeninstitut.
Von 1999 bis 2006 war Francis Direktorin und Geschäftsführerin der Menschenrechtskommission der Provinz Nova Scotia, von 2000 bis 2003 auch Ombudsfrau der Provinz. Auf Vorschlag von Premierminister Stephen Harper ernannte Generalgouverneurin Michaëlle Jean sie am 20. Juni 2006 zur Vizegouverneurin Nova Scotias. Francis war die erste Afrokanadierin und die zweite Frau in diesem Amt, das sie seit dem 7. September 2006 ausübte.